# チャールズ・コンプトン・リード
チャールズ・コンプトン・リード（Charles Compton Reade、1880年5月4日 - 1933年10月28日）は、ニュージーランド人都市計画家。公園研究家としても知られる人物。都市計画分野において精力的に活動し、都市計画の伝道師、とまで自らを呼んだ。

## 生涯
ニュージーランド・インバカーギル生まれであるが、家系はイギリスでは地主階級に名をつらねているオックスフォードシャー出身の名家で、社会性をテーマとする小説家・戯曲家のチャールズ・リードは大叔父にあたる。いとこには作家のウィリアム・ウィンウッド・リードがいる。祖父は測量技師で東インド会社の社員、父は法律家でニュージーランドに移住してからは、政治家になっている。
1906年にイギリスに渡り、1909年まで、学会誌の仕事に従事し都市計画に関する書物の執筆活動を展開する。
1910年ニュージーランドに帰郷し、以降から、都市計画の仕事を開始する。1911年、地元で雑誌を創刊し、都市計画に関する法制制定運動を展開した。
1912年に再びイギリスに渡り、田園都市・都市計画協会の事務局員になり、協会誌の編集などに関わっている。1914年からはオーストラリアとニュージーランド各地で講演活動を展開するほか、南オーストラリアで政府の都市計画家として任命をうけ、アデレードやブリズベンで都市に関する会議や展覧会を企画し啓蒙に勤める。
1914年、ウィリアム・ライト大佐の手がけたアデレードに、旧ミッチャム・サバーブ（現コロネル・ライト・ガーデン）計画を立案。こうして南オーストラリアやニュージーランドで都市計画家として活動しはじめて以降は公園緑地についての研究も開始。ライトの手法に習ってパークランドの外環状緑地帯を提案しているが、実現には至らなかった。
1921年までは、計画委員会を設置する法案を提唱しているが、これには地主層と対立し頓挫する。結局イギリスへ移住。1922年から活動の場をマレー連邦などに移す。マレーのイギリス植民地政府によって初代の都市計画に関する高等弁務官に就任し、任命されて到着するとすぐに都市の状況を調査し、その結果としてマレーの町の急速な成長が適切な幹線道路システムの定常的な不足と、住宅の不効率な土地利用のほか、幾つかの地区では建築の建てすぎから不健康な混雑や住居と工場と商店の不適切な混在を引き起こしていることから、政府レベルの法律整備なしでは描くレイアウトプランが実効性がないと理解し、評価と土地法案や初期の都市計画法案の作成を進める。評価と土地の法案は1922年に議会を通過し、一方で都市計画法案に関しては1923年に、1923年都市計画法として名づけられ、議会を通過する。こうしてリードによってつくられた法律は、当時のイギリス領マレーの都市計画の分岐点をはっきりさせる。この法律は都市計画の規制をベースとした非常に包括的なもので、土地利用計画における重要な事柄をカバーするだけでなく、土地の売買と賃貸、建物の利用と拡張、土地の成長管理、河川と海岸の利用など、土地をとりまくすべての分野にわたっている。そしてこの法で、実際の計画者に、交通と通信のための施設の改良と拡幅、発展途上エリアのレイアウトや現存地区の改良、建物の利用とそれらの開発規制、住民の安全から衛生的な環境と公衆衛生と快適さの確保などの、非常に狙いをもった総合的な都市計画をつくる権限を与えている。総合的な都市計画はゾーニングによって土地の調和のある発展をコントロールし、土地の売買と賃貸をもコントロールすることでこれらの目的を達成しようとしている。こうして都市計画のための基本方針と手法をもたらしたリードは、都市計画の重要性と利点を住民に広めることにも着手。
1923年にはシンガポール再開発にともなう法制手続きをE.P.リチャーズらと手掛ける。
また、イギリスにおけるガーデンシティのサンプルを提示するため、クアラルンプールで1926年に最初の都市計画博覧会を開催し、翌年の1927年にはイポーでも博覧会を開催している。その後も都市計画運動には常に強いかかわりを持ち続け、地元都市計画協会設立発起人のひとりとなっているほか、後には正会員になる。また1925年には政府付の都市計画責任者の地位につく。任務は1917年に成立した都市改善法に基づく都市改善と啓蒙活動で、各地で展覧会を開催した。
その傍らで、マラヤの都市計画業務を開始する。その都市改善事業に関し論文を発表し、植民地の実態が本国イギリスに詳しく伝達されることとなった。さらにフィリピンでのダニエル・バーナムの仕事を視察、ベキオの避暑地計画を、自身のキャメロン・ハイランズ計画にも応用した。
リードによるレイアウトプランの特徴のひとつは、将来の道路拡張のために広い道路空間を確保しておくことであった。しかしこれがこうしたリードの先を見通した見解、こうした施設にとって必要で十分な資金を政府や自治体がどのようにして調達するのかといった財源問題に踏み込む姿勢が時の政治家層から支持されえず、しかも、シンガポールでの法案も独善的で中央集権的であるとみなされ、議員の中には都市計画体制の権限を与えすぎとの印象を与え、都市計画者の行動を規制する必要があると感じている者も多く、こうした反対者らによって、1927年に法律の見直しと修正を行う新しい委員会が設置される。
こうして1927年に新しい法が制定されてしまい、1928年に責任者の地位から辞職。このような結果にリードは非常に失望し、1930年にはロンドンへ戻る。
1927年の新しい法律では基本的に都市計画プランナーが土地や建物を管理する権限を取り除こうとしたもので、その役割をレイアウトプランと土地利用ゾーニングの作製だけに減らされる。さらに当時の公衆衛生委員会である地方計画会議といった組織のメンバーに任命もされず、アドバイザー的な役割だけとなるほか、政府の都市計画アドバイザーといった地位も廃止され、マレーにおける都市計画は都市計画管理者とともに各々４つの州の事務局に分散させられた。
1930年10月からは顧問という形で、殖民大臣であったシドニー・ウェブ（パスフィールド卿）から任命をうけ、北ローデシアに赴任する。1931年から1932年まで計画開発局の局長となり、その一方でリビングストンとンドラの都市計画にも関わるが、首都ルサカの開発計画は、スタンレー・アシェッドとP.J.バウリングの手でなされる。
1933年、南アフリカ・ヨハネスブルグの鉱山分譲地ウィット・ウォータースランド都市委員会の主任計画官に任命されるが、同年ホテルの一室で短銃の引き金を引いて、自ら命を絶つ。
地元新聞では、マラリアの再発とうつ病を原因として報道していたが、私生活でも金銭トラブルに巻き込まれていたほか、大恐慌が見通しを難しくしていたという。
生前、シンガポールを築いたトーマス・ラッフルズやウィリアム・ライトに私淑していたというほか、オーストラリア時代は、ロンドンから都市計画に関する世界中の新聞記事の切り抜きを入手して情報収集していた。